# Сальес, Лаура
Лаура Сальес Лопес (кат. Laura Sallés Lopez; род. 15 февраля 1986, Андорра) — андоррская дзюдоистка выступающая в категории до 63 кг, двукратная чемпионка Игр малых государств Европы.

## Биография
В 2007 году впервые участвовала в международных соревнованиях - в Игре малых государств Европы. Там Лаура завоевала свою первую медаль.
В 2009 году Сальес завоевала свою первую золотую медаль, выиграв Игры малых государств Европы. В следующем году Лаура впервые приняла участие в Кубке Европы.
В 2016 году Сальес приняла участие в летних Олимпийских играх в Рио-де-Жанейро.